# Leia Organa
Leia Organa (született Leia Amidala Skywalker), teljes nevén Leia Amidala Skywalker Organa Solo kitalált szereplő George Lucas Csillagok háborúja univerzumában. Először a Csillagok háborúja III: A Sith-ek bosszúja c. részben tűnik fel, mint Anakin Skywalker és Padmé Amidala újszülött kislánya, és Luke Skywalker ikertestvére.
Leia az Alderaan bolygón nő fel, mint Bail Organa adoptált lánya. Édesanyjához, Padmé Amidalahoz hasonlóan ő is aktív közösségi munkát folytat, és ő is szenátorként képviseli bolygója érdekeit. A Szenátus feloszlatása után a Lázadók Szövetségének élére áll. A Csillagok háborúja VI: A jedi visszatér c. epizódban megtudja, hogy ő valójában Luke Skywalker ikertestvére, valamint Darth Vader lánya.
Leiának tevékeny szerepe van a zsarnok Palpatine hatalmának megdöntésében, és a Birodalom megsemmisítésében, és ezzel ő lesz az egyik legismertebb és legfontosabb szereplője a Galaxis történelmének.
Az eredeti trilógiában Carrie Fisher, a Csillagok háborúja III: A Sith-ek bosszúja c. részben Aidan Barton alakította szerepét.

## Feltűnései

### AStar Warsfilmekben

#### Korai évek
|  | Alább a cselekmény részletei következnek! |

A Csillagok háborújának cselekménye szerint Leia először a Csillagok háborúja III: A Sith-ek bosszúja c. részben tűnik fel. Édesanyja, Padmé Amidala a Polis Massán hozza világra őt ikertestvérével, Luke Skywalkerrel együtt. Annak ellenére, hogy Padmé nem sokkal a szülés után meghal, Leia képes megőrizni róla néhány emléket, mint egy gyönyörű, kedves, de szomorú nőről. 
Padmé halála után Obi-Wan Kenobi és Yoda mester elhatározzák, hogy mindenáron megóvják a Skywalker-ikreket apjuktól, Anakin Skywalkertől, aki időközben átállt a Sötét Oldalra, és felvette a Darth Vader nevet. Leia az Alderaan bolygóra kerül a két droiddal, R2-D2-val és C-3PO-val. A kislányt Bail és Breha Organa fogadja örökbe.
A Kiterjesztett Univerzum szerint Leia együtt nevelkedik egy Winter nevű lánnyal, aki a későbbiekben gyermekei dadája lesz.
Mivel politikusok közt cseperedett fel, idővel őt is érdekelni kezdi a politika, így 18 évesen a Birodalmi Szenátus tagja lesz, és összebarátkozik Pooja Naberrie-vel, a Naboo szenátorával, aki valójában az unokatestvére anyai ágon. Nem sokkal ezután csatlakozik a Felkelők Szövetségéhez, és mivel diplomataként szabadon utazhat a galaxisban, értékes szolgálatot tud tenni a lázadóknak.

#### Egy új remény
A Csillagok háborúja IV: Egy új remény c. epizódban, húsz évvel a Csillagok háborúja III: A Sith-ek bosszúja cselekménye után, a császári rohamosztagosok elfoglalják Leia hercegnő űrhajóját, és foglyul ejtik őt. Mielőtt azonban a katonák elkapnák, egy üzenetet készít, melyet a veszedelmes császári fegyver, a Halálcsillag terveivel együtt R2-D2 memóriaegységeiben rejt el. A kis robot, és barátja, C-3PO egy mentőkabin segítségével elhagyja az űrhajót. Ezt követően Leia fogságba esik, és találkozik Darth Vaderrel, aki a Halálcsillag terveit, és a Lázadók bázisának helyét követeli tőle. Bár a lány megpróbálja elhitetni vele, hogy semmit sem tud ezekről az iratokról, Vader nem hisz neki, és elhatározza, hogy kínvallatással bírja rá a lányt a vallomásra. Leia azonban még ezután sem árul el semmit. Közben R2-D2 és C-3PO lezuhannak a Tatuin bolygón, majd egy véletlen folytán Luke Skywalker tulajdonába kerülnek, aki meghallgatja Leia segélykérő üzenetét, melyben arra kéri Obi-Wan Kenobit, hogy mihamarabb juttassa el a Halálcsillag terveit az Alderaanra.
Luke és a robotok megtalálják Obi-Want, majd felbérelnek egy pilótát (Han Solót), hogy vigye el őket az Alderaanra. Mivel a vallatás eredménytelennek bizonyult, Tarkin azzal próbálja rávenni Leiát, hogy fedje fel, hol van a lázadók bázisa, vagy elpusztítja szülőbolygóját, az Alderaant. A lány – remélve, hogy így megmentheti a bolygóját – azt hazudja, hogy a bázis a Dantuinon van. Tarkin azonban úgy dönt, hogy mindkét bolygót elpusztítja, és elsőként az Alderaant semmisítik meg, mert akkor épp az van sokkal közelebb hozzájuk, és csak azután foglalkoznak a lázadókkal. Úgy intézik, hogy a lány láthassa szülőbolygójának pusztulását.
Eközben Obi-Wan és Luke eljutnak az Alderaan rendszerbe, ahol szembesülnek azzal, hogy a bolygót elpusztították, ráadásul Han Solo gépét magába szívja Vader bázisa, a Halálcsillag. Azonban sikerül elrejtőzniük a hajón, és lóvá tenni a katonákat. Míg Obi-Wan egyedül útra kel, R2-nak sikerül megtudnia, hogy hol őrzik Leiát. Luke és Han rohamosztagos katonának öltözve, Csubakkával együtt kiszabadítják a hercegnőt, és Solo hajójával elszöknek az űrbázisról.
A lázadók az R2 memóriaegységeibe táplált adatok segítségével stratégiát dolgoznak ki a Halálcsillag elpusztítására. Végül Luke (Han Solo segítségével) megsemmisíti a Halálcsillagot, amiért Leia hercegnő őt és barátait kitünteti.

#### A Birodalom visszavág
A Csillagok háborúja V: A Birodalom visszavág c. részben, amely három évvel a Csillagok háborúja IV: Egy új remény c. epizód cselekménye után játszódik, a Birodalom megtalálja a lázadók bázisát, melyet a Hoth bolygón rendeztek be. A császári erők felszámolják a felkelők főhadiszállását. Leiának, C-3PO-nak, Csubakkának és Han Solónak sikerül elmenekülnie a Millennium Falconnal, ám a birodalmiak a nyomukba erednek. Menekülés közben egy aszteroidamezőbe keverednek, így a hajó hiperhajtóműve megsérül és leáll, ezért le kell szállniuk egy aszteroidára, és elrejtőznek egy barlangban, amiről utóbb kiderül, hogy egy űrlény hatalmas szája. 
Habár Leia és Han továbbra is veszekednek, mégis elcsattan köztük az első csók, amit a férfi kezdeményez. Később elhagyják az aszteroidát, és Han egy régi barátjához, Lando Calrissianhoz, a Felhőváros bárójához viszi a többieket, hogy elrejtőzzenek a császár elől. Időközben kiderül, hogy Lando Vader kezére játszotta Hanékat, mivel a félelmetes Sith már jóval előttük megjelent, és megfenyegették a férfit. Vader börtönbe veti Leiáékat, hogy ezzel csapdába csalja igazi áldozatát, Luke-ot, akit át akar adni a császárnak. Hogy a fiút könnyen elszállíthassák, Vader hibernálni akarja, ám Lando szerint ember számára nem biztonságos a fagyasztó. Vadernek azonban élve kell átadnia Luke-ot, ezért a berendezést Han Solón tesztelik. Mielőtt még a férfit befagyasztanák, Leia szerelmet vall Hannak, és szenvedélyesen megcsókolja. 
Hant hibernálása után Boba Fett elszállítja Jabbához, akitől busás jutalmat remél a férfi kézre kerítéséért. Vader úgy dönt, magával viszi Csubakkát és Leiát a hajójára, noha eredetileg nem ebben állapodtak meg Landóval. A férfi nem mer neki nyíltan ellent mondani, ám segít nekik megszökni. Luke, aki időközben megérzi, hogy a barátai bajban vannak, R2-val a Felhővárosba siet, ahol megküzd Vaderrel, aki súlyosan megsebesíti. Az Erő segítségével Leiát szólítja, aki megérzi a fiú hívását, így visszamennek érte és megmentik.

#### A Jedi visszatér
A Csillagok háborúja VI: A Jedi visszatér c. epizódban, amely hat hónappal a Csillagok háborúja V: A Birodalom visszavág c. rész cselekménye után játszódik, Leia és barátai elhatározzák, hogy kiszabadítják Hant Jabba palotájából. Leia fejvadásznak öltözik, és a színjáték részeként átadja Csubakkát Jabbának. Egy kedvező pillanatban kiolvasztja Hant a karbonitból. Jabba azonban rajtakapja őket, így Hant börtönbe veti, Leiát pedig arra kényszeríti, hogy a táncosnője legyen. Időközben Luke is megérkezik, majd miután egy verembe taszítják, megöli Jabba egyik szörnyetegét, és ezért Jabba ki akarja végeztetni a fiút Hannal és Csubakkával egyetemben. Luke és barátai azonban kivágják magukat a szorult helyzetből, Leia pedig láncai segítségével megfojtja Jabbát. Ezt követően visszatérnek a lázadók bázisára, ahol Han és barátai azt a feladatot kapják, hogy egy lopott birodalmi hajón az Endor holdra utazzanak, és semmisítsék meg a Halálcsillag reaktorát. Itt Leia összeismerkedik egy ewokkal, majd C-3PO segítségével a lány és barátai megnyerik ügyüknek a kis szőrös lakókat. Egy esti beszélgetés alkalmával Luke az igazi édesanyjával kapcsolatos emlékeiről kérdezi a lányt, aki csak annyira emlékszik, hogy az anyja szép, kedves, de szomorú volt. Luke elmondja Leiának, hogy ők ketten testvérek, és az apjuk Darth Vader.
Miközben Luke Vaderrel és a császárral száll szembe, Leia és a többiek azon fáradoznak, hogy kikapcsolják a bolygó energiapajzsát, és így a lázadók megsemmisíthessék a Halálcsillagot. Végül a felkelőknek sikerül felrobbantania a Halálcsillagot, és mivel a császár és Vader is meghalt, a Birodalom megszűnt létezni. Han ezek után megkérdezi Leiától, hogy szereti-e Luke-ot, aki erre igent felel. A férfi ezt félreérti, ezért közli a lánnyal, hogy ő nem fog az útjukba állni. Leia azonban megmagyarázza neki, hogy Luke iránt csak testvéri szeretetet érez, mivel a fiú a bátyja. A két szerelmes így végül egymásra talál.

#### Az utolsó Jedik
|  | Itt a vége a cselekmény részletezésének! |

#### Star Wars Holiday Special
Leia a mozifilmeken kívül feltűnt az 1978-ban készül Star Wars Holiday Special c. tévéfilmben is, amely nem sokkal az Egy új remény cselekménye után játszódik. A figurát ez alkalommal is Carrie Fisher alakította. A filmben Leia a felkelők új támaszpontjának a vezetője és adminisztrátora. A történet szerint Csubakka és Han éppen a wookie-k bolygójára, a Kashyyykra igyekeznek, ahol épp az Élet napjának megünneplésére készülődnek. Mivel azonban a páros késlekedik, a család aggódni kezd, és sorra üzennek Csuvi barátainak, hogy megtudják, hol késik a családfő. A wookie végül Leia és barátai segítségével sikeresen hazatalál. Leia ezenkívül feltűnik a tévéfilm rajzfilmbetéteiben, a végén pedig elénekel egy dalt az életről a Star Wars főcímzenéjének témájára.

## Leia hercegnő a popkultúrában

### A metál bikini
A metál bikini, melyet a foglyul ejtett Leia hercegnő Jabba palotájában viselt A Jedi visszatér c. epizódban, ikonszerű jelképpé vált. Carrie Fisher így nyilatkozott a jelmezről: "Emlékszem a fém bikinire, amit a hatodik epizódban kellett viselnem. Azt, amit a modellek a pokol hetedik bugyrában viselnek majd".
Az Internet Movie Database szerint Fisher azt mondta, hogy az előző részekben viselt, jobbára bő szabású ruhák nem emelték ki kellően a nőiességét, ám ennek a jelmeznek a hatására Carrie Fisher egy csapásra szexszimbólummá vált, akárcsak az általa alakított karakter. Azok a jelenetek pedig, amelyekben a színésznő a metál bikinit viselte, az Empire magazin szerint a mozitörténelem legemlékezetesebb pillanatai közé tartoznak. A Jóbarátok c. szituációs komédia egyik epizódjában (A Leia hercegnő fantázia) Ross elmondja Rachelnek, hogy sokat fantáziál Leia hercegnő arany bikinijéről.
Aggie Guerard Rodgers jelmeztervező elmondta, hogy Leia bikinijét a neves fantasy és sci-fi művek illusztrátorának, Fran Frazettának a képei inspirálták.

### A „Leia-frizura”

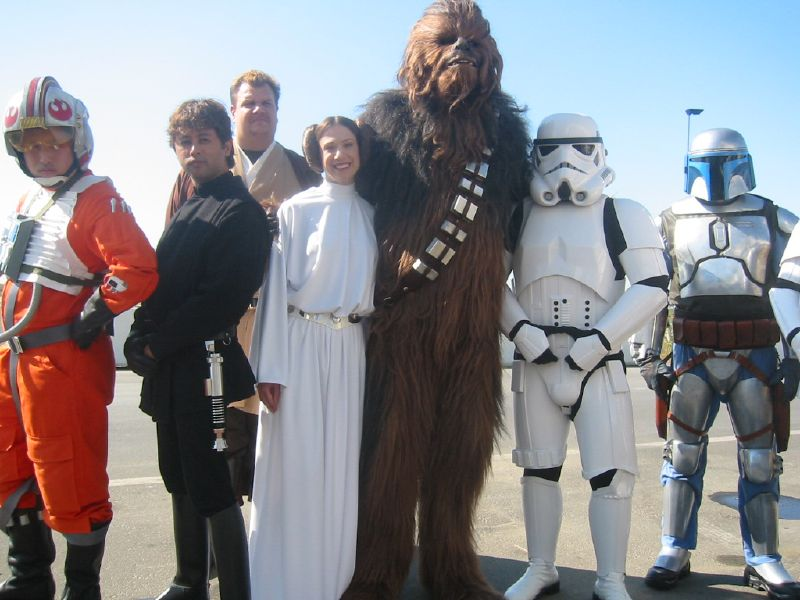
Leia híres frizurája (Csubakkától balra) – amatőrök bemutatásában

Leia negyedik epizódbeli frizurája a metál bikinihez hasonlóan ikonikus jelképpé nőtte ki magát. A rajongók számtalan jelzővel illették a hajviseletet: hívták többek között fülhallgató, kakaóscsiga, briós, illetve muflon frizurának is, ugyanakkor a karaktert alakító Carrie Fisher sohasem kommentálta az Egy új reményben viselt frizuráját. George Lucas így kommentálta a különleges hajformát: "Az 1977-es filmben arra törekedtem, hogy valami eltérőt alkossak, mást, mint az aktuális divat. Végül rátaláltam erre a délnyugati, Pancho Villa-szerű forradalmárnői hajviseletre. A kontyok egyszerűen csak a századfordulós Mexikót idézik."
Mivel Leia hercegnőről az embereknek először ez a jellegzetes hajviselet jut eszébe, a Star Wars filmeket kifigurázó Űrgolyhók c. film egyik jelenetében a Leia hercegnőt parodizáló Vespa hercegnő is a jellegzetes Leia-frizurát viseli, ám hamar kiderül, hogy a két konty helyett valójában csak egy óriási fülhallgató van a fején.
A rendkívül különleges hajviseletnek igen komoly eredete van. A frizurát a kamaszkorba lépő hopi indián lányok viselik, melyek a házasságra való felkészültséget szimbolizálják. Ugyanez a hajviselet ihlette Leia hercegnő édesanyjának, Padmé Amidalának a harmadik epizód során viselt frizuráját is, azonban a két hajviselet nem teljesen azonos.

## Filmográfia
- Csillagok háborúja III: A Sith-ek bosszúja (Leia születése)
- Obi-Wan Kenobi
- Zsivány Egyes – Egy Star Wars-történet (csak az utolsó jelenetben)
- Csillagok háborúja IV: Egy új remény
- Csillagok háborúja V: A Birodalom visszavág
- Csillagok háborúja VI: A jedi visszatér
- Csillagok háborúja VII: Az ébredő Erő
- Csillagok háborúja VIII: Az utolsó Jedik
- Csillagok háborúja IX: Skywalker kora